# Povlastica
Povlastica ili privilegij, (lat.: privilegium = Iznimni zakon, prednost) označava prednost ili povlasticu koja se odobrava prema pojedincu ili društvenoj grupi.

## Pojam
Latinska fraza privilegium je sastavljena iz riječi lex ("Zakon", te privus ( "pojedinačno", "posebno").
Definicija u današnje vrijeme je davanje prednosti prema određenim pojedincima (ili određenim grupama) od strane zakonodavnog tijela kao privilegija.

## 19. i 20 Stoljeće
U duhu ravnopravnosti na povlastice se u današnjici gleda vrlo kritički. Posebno privilegije, po rođenju su u zapadnom svijetu od kraja apsolutizma više nisu prihvatljive.
Privilegiranje se može definirati kao suprotnost od diskriminacije: diskriminacija se stvara privilegiranjem, a privilegiranje stvara po tome diskriminaciju. 